# Paimbu
Il Paimbu (in russo Паимбу?) è un fiume della Russia siberiana orientale, affluente di destra del Čunja. Scorre nell'Ėvenkijskij rajon del Territorio di Krasnojarsk.
La sua sorgente si trova nelle montagne a sud-ovest del crinale degli Urėmi ad un'altitudine di circa 420 metri; il fiume scorre in direzione sud-occidentale. Sfocia nella Čunja a una distanza di 243 km dalla foce. Ha una lunghezza di 201 km e il suo bacino è di 4 370 km². Il suo maggior affluente è il Kopo (lungo 115 km) proveniente dalla destra idrografica.